# Arbanitis robertsi
Espèce
Synonymes
- Dyarcyops robertsi Main & Mascord, 1974
- Misgolas robertsi ((Main & Mascord, 1974)

Arbanitis robertsi est une espèce d'araignées mygalomorphes de la famille des Idiopidae.

## Distribution
Cette espèce est endémique de Nouvelle-Galles du Sud en Australie. Elle se rencontre vers Gerringong et Kiama.

## Description
La carapace du mâle décrit par Wishart en 1992 mesure 7,55 mm de long sur 6,03 mm et l'abdomen 8,18 mm de long sur 4,88 mm.

## Publication originale
- Main & Mascord, 1974 : Description and natural history of a "tube-building" species of Dyarcyops from New South Wales and Queensland (Mygalomorphae: Ctenizidae). Journal of the Entomological Society of Australia (N.S.W.), vol. 8, p. 15-21.